# Круті Горки (фільм)
«Круті Горки» — радянський чорно-білий художній фільм-драма 1956 року, знятий на кіностудії «Ленфільм».

## Сюжет
Семен Фролов повернувся в рідне село Круті Горки головою колгоспу. Героєві належить розібратися в розкраданнях, переконати і залучити на свою сторону більшість власників, зрозуміти свої почуття до Анни, яку він колись кохав, і надати їй право вирішувати їх майбутнє життя, коли чоловік Анни несподівано повернеться з в'язниці.

## У ролях
- Дмитро Павлов — Фролов
- Іван Дмитрієв — Горєлов
- Галина Водяницька — Анна
- Лідія Смирнова — Марія
- Борис Коковкін — Кочеток
- Олена Карякіна — тітка Саша
- Володимир Бризгалов — Кудряшов
- Єлизавета Кузюріна — Кришкіна
- Микола Лукінов  — епізод
- Іван Рижов — Парамонич
- Марія Яроцька — Матвіївна
- Борис Матюшкін — епізод
- Геннадій Худяков — Петька
- Людмила Голубєва — епізод
- Антоніна Кончакова — Катя
- Георгій Сатіні — чоловік в приймальні

## Знімальна група
- Режисер — Микола Розанцев
- Сценарист — Будимир Метальников
- Оператор — Сергій Іванов
- Композитор — Олег Каравайчук
- Художник-постановник — Віктор Волін